# Yuzhoupliosaurus
Yuzhoupliosaurus is een geslacht van uitgestorven plesiosauriërs uit het Midden-Jura van China. Het geslacht is alleen bekend van een mandibula, wervels en fragmenten van een borstgordel. Aangenomen wordt dat dit geslacht leefde in zoet water.

## Naamgeving
In 1985 benoemde en beschreef Zhang Yihong de typesoort Yuzhoupliosaurus chengjiangensis.
Het geslacht is vernoemd naar Yuzhou (渝州), de vroegere naam van Chungking of Chongqing, een grote stad aan de Yangtze-rivier waar het eerste fossiel van Yuzhoupliosaurus werd gevonden, en verbindt dat met de naam van de plesiosauriër Pliosaurus. De soortaanduiding verwijst naar de herkomst bij de commune van Chenjiang.
Het holotype is het skelet CV00218, gevonden in een laag van de Xintiangouformatie. Het omvat een paar onderkaken waarvan de linkerkaak de ramus mist, tien halswervels, vier ruggenwervels, vier staartwervels en delen van de schoudergordel: het linkerschouderblad, het linkerravenbeksbeen, het rechtersleutelbeen, het rechterdijbeen en het rechterscheenbeen.

## Beschrijving
Paleontologen geloven dat Yuzhoupliosaurus ongeveer vier meter lang was. De kop was kennelijk relatief langwerpig, meer dan bij typische Rhomaleosauridae. De onderkaak bevat vijf paar grote tanden en drieëntwintig of vierentwintig kleinere tanden. Alleen de in aanleg aanwezige vijfde tand van de rechterkaak is in zijn geheel bewaard gebleven. De tand onderscheidt zich door dichte en fijne richels in de lengterichting.
De halswervels worden beschouwd als hoog en kort. Hun onderzijde draagt een afgeronde kiel begrensd door diepe troggen. De voorste halsribben zijn tweekoppig, terwijl de achterste halsribben eenkoppig zijn. De ravenbeksbeenderen zijn langwerpig en de sleutelbeenderen zijn goed ontwikkeld. Het zitbeen is naar achteren verbreed; de schacht ervan is niet sterk verbreed richting het buitenste raakvlak.

## Fylogenie
Zhang Yihong plaatste de soort in de Rhomaleosauridae. Die positie is niet door exacte analyses bevestigd.